# Weston-super-Mare Association Football Club
El Weston-super-Mare A. F. C. es un club semiprofesional de fútbol establecido en Weston-super-Mare, Somerset, Inglaterra. Apodado The Seagulls (Las Gaviotas), el club es afiliado a la Asociación de Fútbol de Somerset County y actualmente compite en la National League South, la sexta liga con importancia del fútbol inglés.
El club fue fundado en 1887, pero disuelto dos veces (para las dos guerras mundiales); el club fue establecido en 1948. Su reclamación de la fama consiste en que ellos nunca han sido relegados en su historia, aunque desde su ascenso a la sexta liga en 2004 ellos hayan sido relegados en tres ocasiones (en 2007, 2008 y 2010). El mejor rendimiento del equipo en la FA Cup vino en 2003-04 cuando ellos alcanzaron la segunda ronda de la competición.
Weston-super-Mare tiene una base de aficionados modestos y una feroz rivalidad con el club Somerset club Clevedon Town. Sin embargo, los dos clubes no han jugado en la misma liga desde que Weston-super-Mare ganó la promoción a la Southern League Premier Division en 2003.

## Historia
Weston-super-Mare A.F.C. fue formado en 1887. El primer registro del equipo en un partido competitivo fue contra sus vecinos cercanos Clevedon Town en una "Medal Competition" organizado por la Somerset FA. En 1900 se unieron a la División dos de la Liga de Fútbol Occidental pero se fueron después de dos años. En 1910 se reincorporaron a esta liga y jugaron allí hasta la Primera Guerra Mundial.
Entre las guerras, el club jugó en la liga de fútbol local de Bristol y de distrito, después se unió a la Somerset County pero el club disolvió sobre el estallido de hostilidades en 1939. El club se reformó en 1948 y de inmediato se reincorporó a la Liga Occidental, inicialmente en la División Dos. En este momento el equipo jugó en el Gran terreno en Locking Road, donde inicialmente no había cobertura para los espectadores y los jugadores tuvieron que cambiarse detrás de una marquesina. Una temporada después de que el club se uniera a la liga occidental hicieron su debut en la FA Cup en la temporada 1949-50 perdiendo a Gloucester City en la ronda de clasificación preliminar. El equipo permaneció en la Segunda División hasta que la liga se consolidó a una sola división en 1960. Durante este tiempo se mudaron a Langford Road Ground. En 1976 fueron colocados en la División Premier de la Liga Occidental al crear un segundo nivel, lo que significa que por su centenario en 1987 nunca habían sido promovidos o relegados en su historia.
En 1989 John Ellener fue nombrado entrenador y condujo el club al campeonato de Liga Occidental en 1991-92 y con él la promoción a la División de Midland de la Liga del Sur. Permanecieron en este nivel, jugando sucesivamente en las Divisiones Midland, Southern, Midland (de nuevo) y Western debido a las reorganizaciones regulares de la Liga del Sur, hasta 2002-03 cuando terminaron en segundo lugar y fueron promovidos a la Premier Division, una victoria sobre sus rivales Clevedon Town. En su primera temporada de Premier Division terminaron en el décimo lugar, lo suficiente para conquistar un lugar en la recién formada Conferencia Sur.
El momento más exitoso en la copa de la temporada 2003-04, cuando las gaviotas alcanzaron la segunda ronda de la FA Cup. Después de derrotar a Dorchester Town, Chesham United (a través de una repetición) y Welling United en las rondas de calificación, Weston consiguió una victoria por 1-0 frente a Farnborough Town para progresar desde la primera ronda. Ellos fueron galardonados con un empate a domicilio contra el tercer equipo de la División, Northampton Town, donde finalmente fueron derrotados por 4-1. En la misma temporada, Weston igualaría su mejor desempeño en la FA Trophy, llegando a la Cuarta Ronda de la competencia.
En la temporada 2006-07 el club miró como terminaron en la 20 ª posición y pareció aparentemente relegado. Sin embargo, Farnborough Town fue relegado debido a la liquidación y Hayes y Yeading se fusionaron para formar Hayes & Yeading United, dejando a la Conference South con un equipo menos ganando un resarcimiento para Weston. La temporada 2007-08 terminó de manera similar para Weston. Un final del vigésimo lugar significó que el club era elegible para el descenso, solamente para ser ahorrado por la degradación forzada de la ciudad de Cambridge, que falló en la inscripción de su estadio. La campaña de 2009-10 volvió a ver al club terminar en la zona de descenso de nuevo cuando terminaron 21, sin embargo, como antes el club fue salvado por la FA, esta vez cuando Salisbury City fueron degradados dos veces a la Southern league.
La temporada 2010-11 vio al club ganar la Somerset Premier Cup por primera vez, cuando derrotó Yeovil Town en la final. El club mantuvo la copa la temporada siguiente (2011-12) cuando venció a los rivales locales Clevedon Town 2-1.
En 2012-13, el club terminó la temporada con su mejor posición en la Conferencia Sur en el séptimo lugar con 67 puntos y por poco quedándose fuera en un lugar en los playoffs. La temporada 2014-15 trajo una campaña de copa relativamente exitosa las gaviotas ganaron sus tres partidos de clasificación y llegó a la primera ronda de la FA Cup, donde perdió 4-1 en casa ante Doncaster Rovers frente a una asistencia récord De 2.949 personas.
Después de una serie de malos resultados, Micky Bell fue sustituido por el director de Fútbol, Ryan Northmore a finales de noviembre de 2014 con las gaviotas en la parte inferior de la tabla. Northmore llevó al equipo a una serie de juegos invictos, llevándolos a luchar por la promoción. desafortunadamente esto no continuó y después de derrotar a Bath City en casa 4-1, las gaviotas rejuvenecidas no ganaron otro juego de liga, que los vio acabar 17º.
La temporada 2015/16 vio la lucha de lado para ganar una victoria a lo largo de agosto en la Liga, contando solamente con 1 punto de 18, con ese punto llegando a casa en el Derbi de Somerset contra Bath City.

## Palmarés
- Southern League Western Division

Subcampeones: 2002–03
- Western League

Campeones: 1991–92,
Subcampeones: 1976–77
- Bristol and District League

Subcampeones: 1922–23

## Récords
- Posición más alta en liga: 7ª en la Conference South 2012–13
- Mejor posición en la FA Cup: segunda ronda 2003–04
- Mejor posición en la FA Trophy: cuarta ronda 1998–99, 2003–04
- Asistencia más alta: 2,949 vs Doncaster Rovers – 2014–15 (F.A. Cup)